# Bernardo Bertolucci/Filmografie
Die erweiterte Filmografie von Bernardo Bertolucci führt alle Arbeiten des italienischen Regisseurs mit zusätzlichen Angaben auf. Die Liste gibt Aufschluss, mit welchen Personen Bertolucci auf welchen Abschnitten seiner Laufbahn zusammengearbeitet hat. In den Hauptrollen setzte Bertolucci keinen Schauspieler mehr als ein Mal ein. Nebenrollen sind nur soweit erwähnt, als die jeweiligen Darsteller noch in weiteren Filmen von Bertolucci mitgewirkt haben. Die meisten Rollen in Bertolucci-Filmen hält Stefania Sandrelli mit vier Auftritten inne.
Die Spalte Dauer bezeichnet die Filmlänge in Minuten. Beim Filmmaterial wird zwischen Schwarzweiß (sw) und Farbe (f) unterschieden.
| Jahr | Deutscher Titel Originaltitel                                          | Dauer / Material    | Produzent                  | Kamera             | Musik                                  | Hauptrollen Nebenrollen                                                            | Orte der Handlung            | Beschreibung |
| 1956 | La teleferica                                                          | ≈10 / sw 16 mm      | –                          |                    | ohne Ton                               | Laiendarsteller                                                                    | nahe Parma                   | Erster Film des 15-jährigen Bertolucci |
| 1956 | La morte del maiale                                                    | ≈10 / sw 16 mm      | –                          |                    |                                        | Laiendarsteller                                                                    | nahe Parma                   | Aufnahmen einer Schweineschlachtung |
| 1962 | La Commare Secca                                                       | 100 / sw 35 mm      | Tonino Cervi               | Gianni Narzisi     | Carlo Rustichelli, Piero Piccioni      | Laiendarsteller, Allen Midgette                                                    | Rom                          | Lyrisches Drama über das Römer Subproletariat und Kleinkriminelle                                                                                      |
| 1964 | Vor der Revolution Prima della rivoluzione                             | 112 / sw 35 mm      | Mario Bernocchi            | Aldo Scavarda      | Ennio Morricone, Stücke von Verdi      | Francesco Barilli, Adriana Asti, Allen Midgette                                    | Parma                        | Selbstfindungsdrama eines jungen Mannes aus bürgerlicher Familie, der an Kommunismus glaubt                                                            |
| 1966 | La via del petrolio                                                    | 48/40/45 / sw 16 mm | Georgio Patara             | Ugo Piccone u. a.  | E. Macchi, Stücke von Verdi            | -                                                                                  | Iran, See, Europa            | Fernsehdoku im Auftrag von ENI über Ölförderung und -transport, drei Folgen                                                                            |
| 1966 | Il canale                                                              | 12 / f 35 mm        | Georgio Patara             | Piccone, Salvadori | Egisto Macchi                          | -                                                                                  | Suez- kanal                  | Nebenprodukt von La via del petrolio |
| 1968 | Partner                                                                | 105 / f 35 mm       | Giovanni Bertolucci        | Ugo Piccone        | Ennio Morricone                        | Pierre Clémenti, Stefania Sandrelli                                                | Rom                          | Formal und politisch radikales, von Godard beeinflusstes „68er“-Kino                                                                                   |
| 1969 | Todeskampf Agonia                                                      | 28 / f 35 mm        | Carlo Lizzani              | Ugo Piccone        | Giovanni Fusco                         | Julian Beck und Living-Theatre-Ensemble                                            | -                            | Im Studio gedrehte Episode aus Liebe und Zorn |
| Jahr | Deutscher Titel Originaltitel                                          | Dauer / Material    | Produzent                  | Kamera             | Musik                                  | Hauptrollen Nebenrollen                                                            | Orte der Handlung            | Beschreibung |
| 1970 | Die Strategie der Spinne La strategia del ragno                        | 110 / f 35 mm       | Giovanni Bertolucci        | Vittorio Storaro   | Stücke von Verdi und Schönberg         | Giulio Brogi, Alida Valli, Allen Midgette                                          | Region Emilia                | Anspielungsreiches Poem über Verschwörungen und die Verstrickungen der Geschichte                                                                      |
| 1970 | Der große Irrtum / Der Konformist Il conformista                       | 110 / f 35 mm       | Maurizio Lodi-Fé           | Vittorio Storaro   | Georges Delerue                        | Jean-Louis Trintignant, Stefania Sandrelli, Dominique Sanda, Pierre Clémenti       | Rom, Paris                   | Visuell raffiniertes Psychogramm eines anpasserischen Charakters brachte internationalen Durchbruch                                                    |
| 1971 | La salute è malata o I poveri muoiono prima                            | 35 / sw 16 mm       | -                          | Bisignani, Tafuri  |                                        | -                                                                                  | Rom                          | Propagandafilm im Auftrag der KPI |
| 1972 | Der letzte Tango in Paris Ultimo tango a Parigi                        | 124 / f 35 mm       | Alberto Grimaldi           | Vittorio Storaro   | Gato Barbieri                          | Marlon Brando, Maria Schneider, Jean-Pierre Léaud                                  | Paris                        | Alternder Mann mit Daseinsschmerz trifft junge Frau; drastische Sexszenen bewirkten weltweiten Skandalerfolg                                           |
| 1976 | 1900 Novecento                                                         | 317 / f 35 mm       | Alberto Grimaldi           | Vittorio Storaro   | Ennio Morricone, Stücke von Verdi      | Gérard Depardieu, Robert De Niro, Dominique Sanda, Stefania Sandrelli, Alida Valli | nahe Parma                   | Opulentes Geschichtsgemälde Italiens von 1900 bis 1945 schildert „Klassenkampf“ zwischen Bauern und Gutsbesitzern                                      |
| 1979 | La Luna                                                                | 135 / f 35 mm       | Giovanni Bertolucci        | Vittorio Storaro   | Stücke von Verdi und Mozart            | Jill Clayburgh, Matthew Barry, Alida Valli, Renato Salvatori                       | Rom, Parma, New York         | Erzählung mit Opernszenen über eine inzestuöse Mutter-Sohn-Beziehung                                                                                   |
| 1981 | Die Tragödie eines lächerlichen Mannes La tragedia di un uomo ridicolo | 116 / f 35 mm       | Giovanni Bertolucci        | Carlo Di Palma     | Ennio Morricone                        | Ugo Tognazzi, Anouk Aimée, Renato Salvatori                                        | nahe Parma                   | Satirisch-trister „Krimi“ um Entführungsfall über die nebulöse politische Lage Italiens                                                                |
| 1985 | Cartolina dalla Cina                                                   | 10 / f Video        | -                          | B. B. u. a.        |                                        | -                                                                                  | -                            | Fernsehdoku über das Projekt Der letzte Kaiser |
| 1987 | Der letzte Kaiser The Last Emperor                                     | 160 / f 35 mm       | Jeremy Thomas              | Vittorio Storaro   | Ryūichi Sakamoto, David Byrne, Cong Su | John Lone, Joan Chen Peter O’Toole                                                 | Peking, Tianjin, Mandschurei | Aufwändiges Geschichtsgemälde über das Leben von Pu Yi, des letzten Kaisers von China; 9 Oscars                                                        |
| Jahr | Deutscher Titel Originaltitel                                          | Dauer / Material    | Produzent                  | Kamera             | Musik                                  | Hauptrollen Nebenrollen                                                            | Orte der Handlung            | Beschreibung |
| 1990 | Himmel über der Wüste The Sheltering Sky                               | 134 / f 35 mm       | Jeremy Thomas              | Vittorio Storaro   | Ryūichi Sakamoto                       | Debra Winger, John Malkovich                                                       | Marokko                      | Amerikanisches Ehepaar verliert sich geistig auf seiner Reise von Tanger in die Sahara                                                                 |
| 1990 | Bologna, Beitrag in 12 registi per 12 città                            | <1 / f              |                            |                    | Nicola Piovani                         | -                                                                                  | Bologna                      | Kurzes Stadtporträt zur Fußball-WM 1990 |
| 1993 | Little Buddha                                                          | 135 / f 35 mm       | Jeremy Thomas              | Vittorio Storaro   | Ryūichi Sakamoto                       | Keanu Reeves                                                                       | Bhutan, Nepal, Seattle       | Suche nach buddhistischer Reinkarnation und mythische Sage über Buddhas Leben                                                                          |
| 1996 | Gefühl und Verführung Stealing Beauty                                  | 113 / f 35 mm       | Jeremy Thomas              | Darius Khondji     | Richard Hartley                        | Liv Tyler, Jeremy Irons, Stefania Sandrelli                                        | nahe Chianti                 | Erste erotische Erfahrungen einer jungen Amerikanerin in Italien                                                                                       |
| 1998 | Shandurai und der Klavierspieler L’assedio / Besieged                  | 93 / f 35 mm        | Massimo Cortesi            | Fabio Cianchetti   | Alessio Vlad                           | Thandie Newton, David Thewlis                                                      | Rom                          | Vor Diktatur geflüchtete Afrikanerin wird von verschrobenem Pianisten umworben                                                                         |
| 2002 | Histoire d’eaux                                                        | 10 / sw             |                            | Fabio Cianchetti   | Lied von Nino Ferrer                   | Valeria Bruni Tedeschi                                                             | Italien                      | Kurze Parabel aus Ten Minutes Older – The Cello |
| 2003 | Die Träumer I sognatori, auch The Dreamers                             | 115 / f             | Jeremy Thomas              | Fabio Cianchetti   | diverse Rocktitel                      | Eva Green, Louis Garrel, Michael Pitt                                              | Paris                        | Drei Jugendliche zelebrieren Politik, Kino und Sex während des Pariser Mai 1968                                                                        |
| 2012 | Ich und Du Io e te                                                     | 103 / f 35 mm       | Mario Gianani              | Fabio Cianchetti   | Franco Piersanti                       | Jacopo Olmo Antinori, Tea Falco                                                    | Italien                      | Zwei junge Halbgeschwister verbringen Tage abgeschieden im Keller                                                                                      |
| 2013 | Venice 70: Future Reloaded                                             | 120 / f             | Filmfestspiele von Venedig | –                  | –                                      | –                                                                                  | Italien                      | Ein von 70 Regisseuren gestalteter Film zum 70. Geburtstag der Filmfestspiele in Venedig, zu dem Bertolucci einen rund 100-sekündigen Kurzfilm beitrug |

Bemerkungen
1. ↑  Ursprüngliche Fassung; die restaurierte dauert 116 Minuten.